# Šomodski Slovenci
Šomodski Slovenci so Slovenci na Madžarskem, ki so se v drugi polovici 16. stoletja, pred prihodom na območje današnje Republike Slovenije naselili v krajini Dunántúl in govorijo prekmurščino.
V Šomodsko županijo so se katoliški Slovenci preselili iz Prekmurja, kamor so v 17. stoletju zbežali pred Turki in se naselili v vaseh Agarév, Tarany in Háromfa.
V 18. stoletju se je zgodil nov val priseljevanja Slovencev v Somogy. Takrat so se naselili v Nagybereku in njegovi okolici. V tem valu so bili prišleki večinoma rimokatoličani, med njimi pa je bilo tudi precej protestantov.
Evangeličanske družine so se naselile v okolico evangeličanskih far Surdu (danes je to Zalska županija), v vasi Miháld, Sand, Liszó, Szentpéter, Szentpál, Bükkösd, Porrog in Pat.
V 19. stoletju je bilo še 16 šomodskih vasi slovenskih.
Danes v Taranyu tu in tam govorijo slovensko. Ohranili so tudi nekaj elementov svoje tradicionalne slovenske kulture.